# Magny-la-Fosse

Magny-la-Fosse este o comună în departamentul Aisne din nordul Franței. În 2008 avea o populație de 129 de locuitori.